# Dureté Brinell

Schéma de principe

L'échelle de Brinell mesure la dureté de matériaux, par la compression d'une bille, généralement en acier, sur le matériau que l'on désire tester.

## Histoire
Elle a été proposée en 1900 par l'ingénieur suédois Johan August Brinell (1849-1925), travaillant sur la transformation de l'acier selon la température.
La norme Brinell a été éditée dès 1924.

## Principe
La méthode consiste à appliquer sur la surface du matériau dont on veut mesurer la dureté une bille en matériau dur d'un certain diamètre D avec une force F donnée, mesurée en kilogramme-force selon les conventions de notation pendant une durée t. Après retrait, on mesure la taille de l'empreinte laissée, une calotte sphérique de diamètre d.
La dureté Brinell ou nombre de Brinell est notée HB ou BH, le sigle complet est BHN pour Brinell Hardness Number.

Les formules permettant d'obtenir une valeur sur l'échelle de Brinell sont les suivantes :
{\displaystyle {\mbox{HB}}\cong 0,0649\cdot {\frac {F}{D\cdot (D-{\sqrt {D^{2}-d^{2}}})}}}
HB = Dureté Brinell. 

F = Force appliquée. [N] 

D = Diamètre de la bille. [mm] 

d = Diamètre de l'empreinte laissée par la bille. [mm] 

{\displaystyle {\mbox{HB}}={\frac {2\cdot F}{g\cdot \pi \cdot D\cdot (D-{\sqrt {D^{2}-d^{2}}})}}}
HB = Dureté Brinell. 

F = Force appliquée. [N] 

D = Diamètre de la bille. [mm] 

d = Diamètre de l'empreinte laissée par la bille. [mm] 

g = Accélération terrestre [m.s-2] (9,80665)

La dimension de HB est celle d'une pression : F/S une force divisée par une surface. C'est la force appliquée rapportée à la surface de la calotte sphérique de la déformée, c’est-à-dire la pression de contact hors déformation élastique comme dans les autres essais comme Rockwell (HRB ou HRC) ou Vickers (HV). Les différents essais donnent les valeurs approchantes les uns des autres, à l'influence près, de la forme du pénétrateur.
Bien qu’homogène à une 'contrainte de résistance à la pénétration', la dureté doit être exprimée, selon les normes, comme un nombre sans dimension.

## Conventions de notation
Pour les articles homonymes, voir HBS et HBW.
L'essai est réalisé avec une bille en acier dur dans le cas général. Le chiffre dureté obtenu est noté alors HBS.
Pour les métaux très durs, une bille en carbure de tungstène est utilisée à la place de la traditionnelle bille en acier et le chiffre de dureté obtenu est noté HBW (W est le symbole chimique du tungstène, de l'allemand Wolfram).
Le diamètre de la bille est de 10 mm dans le cas général. Pour les matériaux très durs, on peut utiliser des billes d'un diamètre inférieur.
La force appliquée est de 3 000 kgf dans le cas général (soit 29 430 N). 
Pour des métaux peu durs, une plus petite force est appliquée. 
La durée d'application est de 15 s en général et varie pareillement en fonction de la dureté du matériau (plus courte pour un matériau tendre, plus longue, jusqu'à 30 s, pour un matériau dur). Pour réaliser un essai de dureté Brinell, certaines précautions opératoires doivent être prises. La charge doit par exemple être appliquée progressivement de façon à atteindre au bout de 15 s la charge fixée. L’état de surface doit être de qualité, de façon à pouvoir lire aisément le diamètre de l’empreinte.
La mesure est notée par un nombre placé devant le symbole HBS ou HBW, qui donne la valeur de la dureté, suivi de trois nombres placés derrière le symbole, qui indiquent les conditions de l’essai. 
- Le premier donne le diamètre de la bille (en mm).
- Le second indique la valeur de la charge (en N) multipliée par le facteur de proportionnalité 0,102 (autrement dit la charge exprimée en kgf).
- le troisième chiffre donne la durée de maintien de la charge (en seconde).

Par exemple, 350 HBS 5/750/20 correspond à une dureté Brinell de 350 mesurée avec une bille en acier de 5 mm de diamètre, sous une charge de 7 355 N (750 kgf) maintenue pendant 20 s. Autre exemple, 600 HBW 1/30/20 correspond à une dureté Brinell de 600 mesurée avec une bille en carbure de tungstène de 1 mm de diamètre, sous une charge de 294,2 N (30 kgf) maintenue pendant 20 s. Les billes habituellement utilisées pour les essais Brinell ont des diamètres de 1 - 2 - 2,5 - 5 et 10 mm.
On trouve également une notation simplifiée en deux chiffres, qui omet la durée de maintien de la charge (comme dans le tableau ci-après).
Si aucun chiffre ne figure derrière le symbole HBS ou HBW, cela signifie que l’essai a été réalisé dans des conditions 'normales', c’est-à-dire avec une bille de 10 mm de diamètre et sous une charge de 29 430 N appliquée pendant 10 à 15 s.

## Valeurs communes
Voici quelques valeurs du nombre de Brinell pour plusieurs matériaux :
| Matériau                                                     | Nombre de Brinell    |
| ------------------------------------------------------------ | -------------------- |
| Bois tendre (e.g., pin)                                      | 1.6 HBS 10/100       |
| Bois dur                                                     | 2.6 à 7.0 HBS 10/100 |
| Aluminium (non traité thermiquement)                         | 15 HB                |
| Alliage d'aluminium traité (état T4 ou T6 suivant l'alliage) | 75 à 115 HB          |
| Cuivre                                                       | 35 HB                |
| Acier doux                                                   | 120 HB               |
| Acier inoxydable                                             | 250 HB               |
| Acier à outil                                                | 650 à 700 HB         |
| Verre                                                        | 1550 HB              |

## Normes
L'utilisation de l'échelle de Brinell est normalisée par l'Organisation internationale de normalisation (ISO) et le Comité européen de normalisation (CEN) :
- ISO 6506-1 : Matériaux métalliques -- Essai de dureté Brinell - Partie 1: Méthode d'essai
- ISO 6506-2 : Matériaux métalliques -- Essai de dureté Brinell - Partie 2: Vérification et étalonnage des machines d'essai
- ISO 6506-3 : Matériaux métalliques -- Essai de dureté Brinell - Partie 3: Étalonnage des blocs de référence
- ISO 6506-4 : Matériaux métalliques -- Essai de dureté Brinell - Partie 4: Tableau des valeurs de dureté

Et l'ASTM International :
- ASTM E10 : Standard method for Brinell hardness of metallic materials